# Хундем
Хундем (нем. Hundem) — река в Германии, протекает по земле Северный Рейн-Вестфалия. Площадь бассейна реки составляет 128,946 км². Длина реки — 15 км.
По поводу происхождения названия реки есть несколько версий, но современные исследователи сходятся на том, что название происходит от германского hunda — «опухоль», и означает «вспухающая река». По реке назван город Оберхундем (нем. Ober- — верхний).
Река начинается на территории природного парка Зауэрланд-Ротаргебирге и впадает в реку Ленне в городе Альтенхундем. В долине реки расположен замок Адольфсбург.